# Butis
Butis é um gênero de peixes da família Butidae encontrados em águas doces, salobras e marinhas da costa do Oceano Índico da África através do Sudeste Asiático até as ilhas do Pacífico e Austrália.

## Espécies
As espécies reconhecidas neste gênero são: 
- Butis amboinensis ( Bleeker, 1853)
- Butis butis ( F. Hamilton, 1822)
- Butis gymnopomus ( Bleeker, 1853)
- Butis humeralis ( Valenciennes, 1837)
- Butis koilomatodon ( Bleeker, 1849)
- Butis melanostigma ( Bleeker, 1849)